# Festuca ziganensis
Festuca ziganensis är en gräsart som beskrevs av Markgr.-dann. Festuca ziganensis ingår i släktet svinglar, och familjen gräs. Inga underarter finns listade i Catalogue of Life.